# Sebeș
Sebeș, mai demult Sebeșul Săsesc (în maghiară Szászsebes, în germană Mühlbach, în traducere Pârâul Morii), este un municipiu în județul Alba, Transilvania, România, format din localitățile componente Lancrăm, Petrești și Sebeș (reședința), și din satul Răhău.
Avea o populație de 27.698 de locuitori la recensământul din 2002.

## Istoric
Orașul a fost întemeiat în secolul al XII-lea de coloniștii sași veniți la chemarea regelui Ungariei. În Sebeș s-au stabilit populații provenite din zona Rinului și a Moselei (regiunea Luxemburgului și a vestului Germaniei de astăzi). Denumirea de "sași transilvăneni" provine din confuzia făcută de cancelaria regelui Ungariei, pentru care toate populațiile germane erau "saxones", "sași". Germanii din Sebeș au fost de fapt franconi de pe Rin, "Rheinfranken". Sebeșul Săsesc a fost unul din cele mai importante orașe ale Transilvaniei medievale, devenind una din cele "șapte cetăți" care au dat numele german al provinciei: "Siebenbürgen".
În cele mai vechi documente istorice care atestă existența Sebeșului, localitatea poartă numele de "Malembach" (1245), "Millenbach" (1309), denumiri care derivă din săsescul "Malemboch", însemnând „râul Morii”.
Lucrarea lui Johannes Tröster "Das alt und neue Teutsche Dacia", apărută în 1666 la Nürnberg, stabilește data înființării orașului în anul 1150. Marea invazie mongolă a distrus orașul în anul 1242, după care locuitorii l-au reconstruit. Vechea bazilică romanică, cu două turnuri, a fost reclădită în stil gotic timpuriu. Turnul actual a fost ridicat pe fundamentele celor două turnuri inițiale, iar nava centrală a fost complet refăcută.
Secolul al XIV-lea a adus cu sine o perioadă de dezvoltare a orașului, el fiind cotat în 1376 al treilea ca importanță comercială între orașele săsești.
Un act regesc din 1387 consfințește dreptul Sebeșului de a ridica ziduri, deși construcția acestora incepuse probabil înainte de jumătatea secolului al XIV-lea. Acesta devine astfel in ciuda întinderii sale reduse primul oraș din Transilvania înconjurat complet cu fortificații din zidărie. Atacul Imperiului Otoman din 1438 găsește Sebeșul apărat de o centură de ziduri nu foarte groasă, cu turnuri și două porți. Acestea din urmă se deschid însă relativ repede turcii intrând în cetate. Memorabilă este rezistența solitară a unuia dintre turnuri: cel zis al "Studentului".

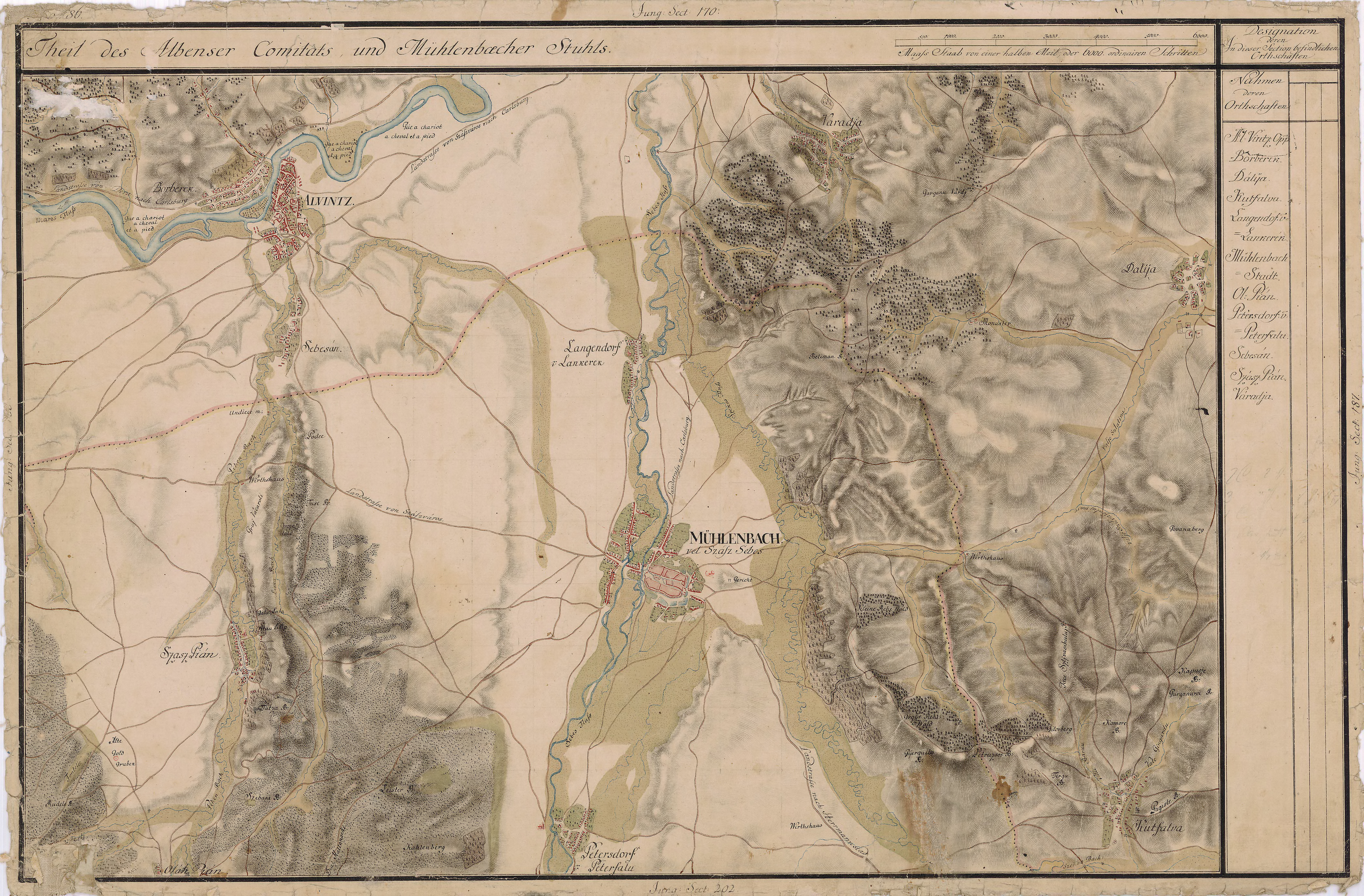
Sebeș în Harta Iosefină a Transilvaniei, 1769-1773

La 1485 regele Matia Corvinul acordă orașului o serie de privilegii pentru completarea fortificațiilor. Modificările cele mai importante le suferă incinta bisericii al cărei zid este supraînălțat. Lucrări de mai mică anvergură, terminate în primii ani ai secolului al XVI-lea fiind efectuate și la incinta exterioară. Fortificația rămâne modestă cuprinzând 7-8 turnuri (unul interior) și două porți prevăzute cu barbacane. Ultimele urme ale șanțurilor de apă care înconjurau orașul au fost transformate în ultima parte a secolului al XIX-lea în lacul din parcul orașului.
După pandemia de ciumă din 1738, populația orașului a scăzut foarte mult, orașul fiind salvat în bună măsură de venirea celui de-al doilea val de coloniști din spațiul german, mai exact din Baden-Durlach (începând cu anul 1748) și Hanau (1770).
Dieta Transilvaniei se întrunește de două ori în Sebeș, în 1556 și 1600. Locul întrunirilor, Casa Zápolya, este astăzi muzeu.
Până la reorganizarea administrativă românească din perioada interbelică s-a numit Sebeșul Săsesc și a făcut parte din comitatul Sibiu. Apoi a fost inclus în județul Alba (interbelic). Între anii 1950 și 1968 Sebeșul a făcut parte din Regiunea Hunedoara.

## Demografie
Componența etnică a municipiului Sebeș
     Români (79,84%)
     Romi (4,67%)
     Alte etnii (1,05%)
     Necunoscută (14,44%)
Componența confesională a municipiului Sebeș
     Ortodocși (74,85%)
     Penticostali (3,32%)
     Martori ai lui Iehova (1,05%)
     Alte religii (5,09%)
     Necunoscută (15,7%)
Conform recensământului efectuat în 2021, populația municipiului Sebeș se ridică la 26.490 de locuitori, în scădere față de recensământul anterior din 2011, când fuseseră înregistrați 27.019 locuitori. Majoritatea locuitorilor sunt români (79,84%), cu o minoritate de romi (4,67%), iar pentru 14,44% nu se cunoaște apartenența etnică. Din punct de vedere confesional, majoritatea locuitorilor sunt ortodocși (74,85%), cu minorități de penticostali (3,32%) și martori ai lui Iehova (1,05%), iar pentru 15,7% nu se cunoaște apartenența confesională.
|  | Graficele sunt indisponibile din cauza unor probleme tehnice. Mai multe informații se găsesc la Phabricator și la wiki-ul MediaWiki. |

Date: Recensăminte sau birourile de statistică - grafică realizată de Wikipedia

### Date istorice
După recensământul din 1850, populația municipiului Sebeș din acea perioadă era de 8701 de locuitori în total dintre care majoritatea erau români dar exista și un procent destul de mare de sași deoarece a fost un oraș săsec.

## Economie
În prezent Sebeșul este un oraș cu o economie dinamică, datorită în mare parte investițiilor externe făcute în ultimul deceniu. Prelucrarea lemnului, confecțiile și marochinăria constituie principalele domenii ale industriei.

## Obiective turistice și monumente
- Biserica Evanghelică-Luterană, reclădită în stil gotic în sec. XIII-XIV. A fost renovată ulterior în stilul Renașterii.
- Biserica Adormirea Maicii Domnului din Sebeș, biserica protopopială ortodoxă de pe Pfaffengasse (Ulița Popilor), în prezent strada Ciocârliei, monument istoric (1778)
- Biserica Bob din Sebeș (sec. al XIX-lea), biserică protopopială greco-catolică, folosită din 1948 de comunitatea ortodoxă
- Biserica Învierea Domnului (sec. al XIX-lea), ortodoxă
- Turnul octogonal, situat lângă Mănăstirea Franciscană.[10]
- Monumentul Eroilor din Primul Război Mondial. Monumentul este amplasat în cimitirul romano-catolic din orașul Sebeș și a fost ridicat în memoria eroilor români, germani și maghiari din Primul Război Mondial. Obeliscul, cu înălțimea de 1,6 m, este realizat din calcar cioplit, fiind susținut de o bază simplă, de formă paralelipipedică. Pe placa din marmură aflată pe trunchiul monumentului se află un înscris comemorativ: „În amintirea eroilor căzuți în războiul mondial 1914-1918“. Înscrisul este realizat și în limba germană.
- Monumentul Eroilor Români din Al Doilea Război Mondial. Monumentul a fost dezvelit în anul 1958, fiind amplasat în parcul din centrul orașului, pentru cinstirea memoriei eroilor români căzuți în Al Doilea Război Mondial. Monumentul este de tipul placă memorială, fixată pe un soclu simplu din beton, înalt de 1 m. Pe placă este un înscris comemorativ: „În amintirea eroilor căzuți în lupta contra fascismului“.
- Râpa Roșie, rezervație geologică, la cca 3 km de oraș (25 ha).
- Casa natală a lui Lucian Blaga

## Personalități
- Georgius de Hungaria (1422 - 1502), călugăr dominican deportat în Imperiul otoman;
- Johann Ludwig Neugeboren⁠(d) (1806 - 1886), pastor evanghelic, paleontolog;
- Johann Friedrich Geltch (1815 - 1851), pedagog și scriitor;
- Friedrich Krasser (1818 - 1893), medic și scriitor;
- Franz Binder (1824 – 1875), explorator;
- Joseph Marlin (1824 - 1849), jurnalist și scriitor;
- Carl Filtsch (1830 – 1845), pianist și compozitor;
- Sergiu Medean (1862 - 1938), protopop ortodox, delegat la Marea Adunare Națională de la Alba Iulia;
- Ioan Simu (1875-1948), protopop greco-catolic, delegat la Marea Adunare Națională de la Alba Iulia;
- Traian Petrașcu (1881-1923), medic, delegat al Cercului Cisnădie la Marea Adunare Națională de la Alba Iulia;
- Lucian Blaga (1895–1961), scriitor, a urmat cursurile Gimnaziului Evanghelic din Sebeș;
- Walter Hatzack (1904-1986), scriitor și librar;
- Hans Georg Herzog (1915-2014), handbalist
- Radu Stanca (1920–1962), scriitor și regizor de teatru;
- Anton Crișan (1942 - 2012), sportiv la hochei pe gheață;
- Mircea Breazu (n. 1946), actor
- Viorel Sima (n. 1950), fotbalist;
- Ionuț Fulea (n. 1971), interpret de muzică populară ;
- Dan Găldean (n. 1974), fotbalist;
- Vlad Irimia (n. 1976), cunoscut ca Tataee, rapper;
- Felicia Donose (n. 1986), cântăreață.

## Administrație și politică
Municipiul Sebeș este administrat de un primar și un consiliu local compus din 19 consilieri. Primarul, Dorin Gheorghe Nistor[*], de la Partidul Național Liberal, este în funcție din 2016. Începând cu alegerile locale din 2024, consiliul local are următoarea componență pe partide politice:
|  | Partid                          | Consilieri | Componența Consiliului | Componența Consiliului | Componența Consiliului | Componența Consiliului | Componența Consiliului | Componența Consiliului | Componența Consiliului | Componența Consiliului | Componența Consiliului | Componența Consiliului | Componența Consiliului |
|  | ------------------------------- | ---------- | ---------------------- | ---------------------- | ---------------------- | ---------------------- | ---------------------- | ---------------------- | ---------------------- | ---------------------- | ---------------------- | ---------------------- | ---------------------- |
|  | Partidul Național Liberal       | 11         |                        |                        |                        |                        |                        |                        |                        |                        |                        |                        |                        |
|  | Alianța pentru Unirea Românilor | 5          |                        |                        |                        |                        |                        |                        |                        |                        |                        |                        |                        |
|  | Partidul Social Democrat        | 3          |                        |                        |                        |                        |                        |                        |                        |                        |                        |                        |                        |

## Orașe înfrățite
Orașul Sebeș este înfrățit cu alte cinci localități:
- Komárno (Slovacia)
- Komárom (Ungaria)
- Büdingen (Germania)
- Strășeni (Republica Moldova)
- Siderno (Italia)

De asemenea, administrația municipiului Sebeș dezvoltă relații de prietenie cu localitatea Zangye din China și a purtat discuții pentru înfrățirea cu orașul Villa Joyosa (Spania).

## Imagini

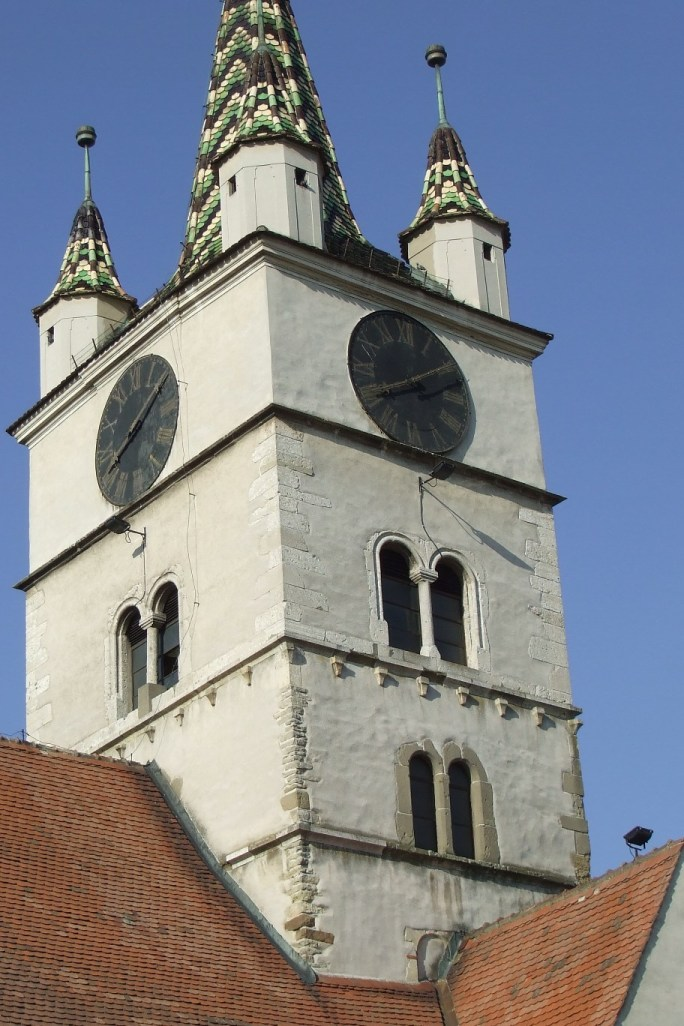
Turnul Bisericii Evanghelice
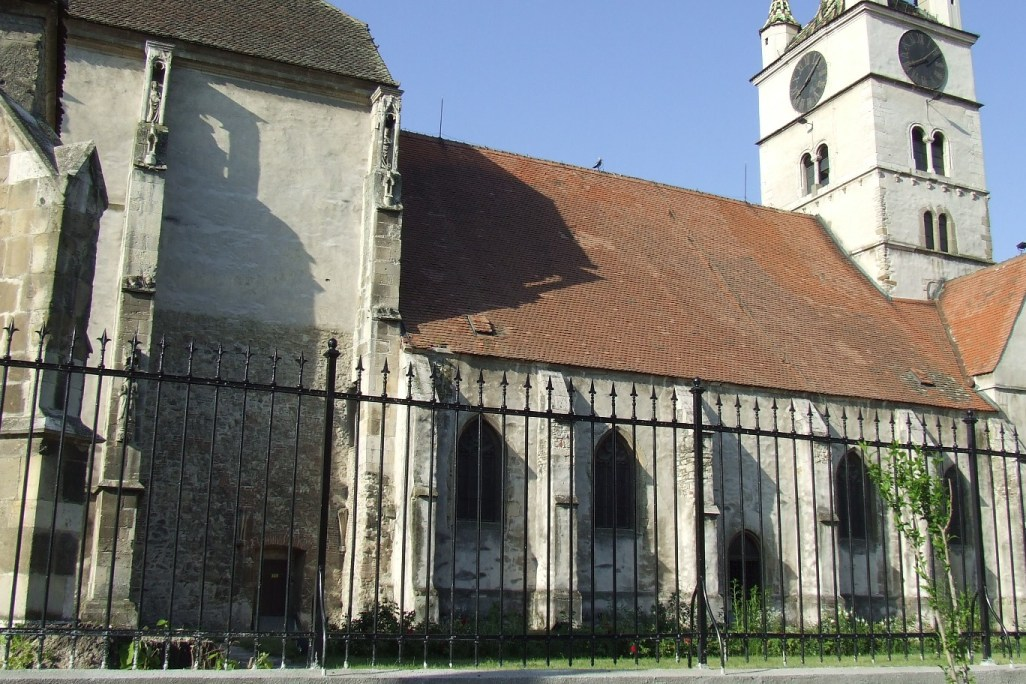
Biserica Evanghelică (latura nordică)
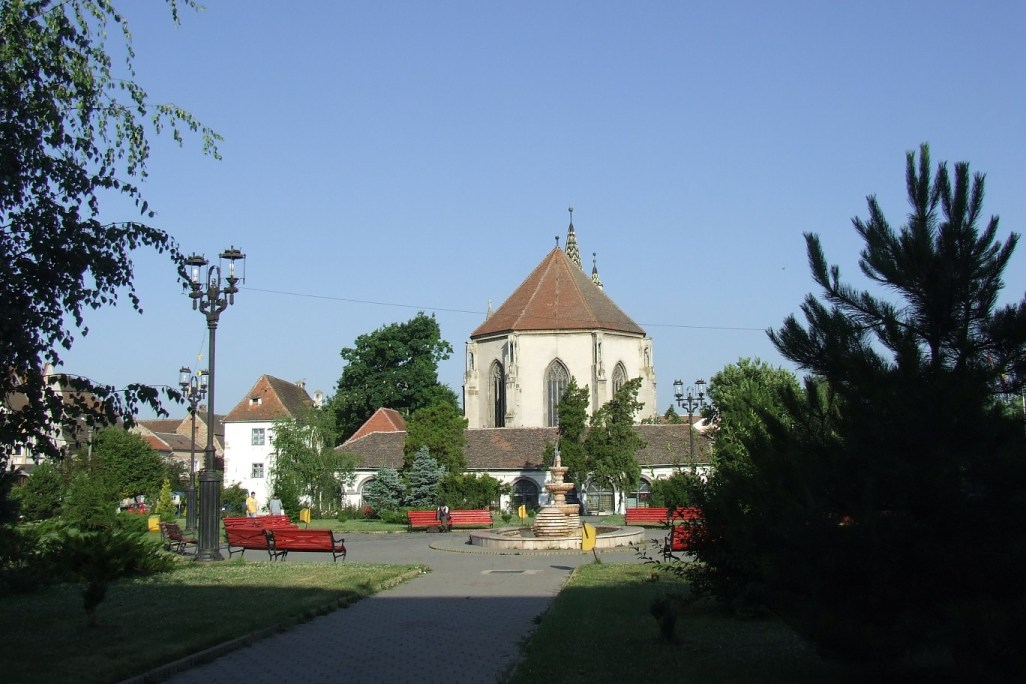
Piața centrală
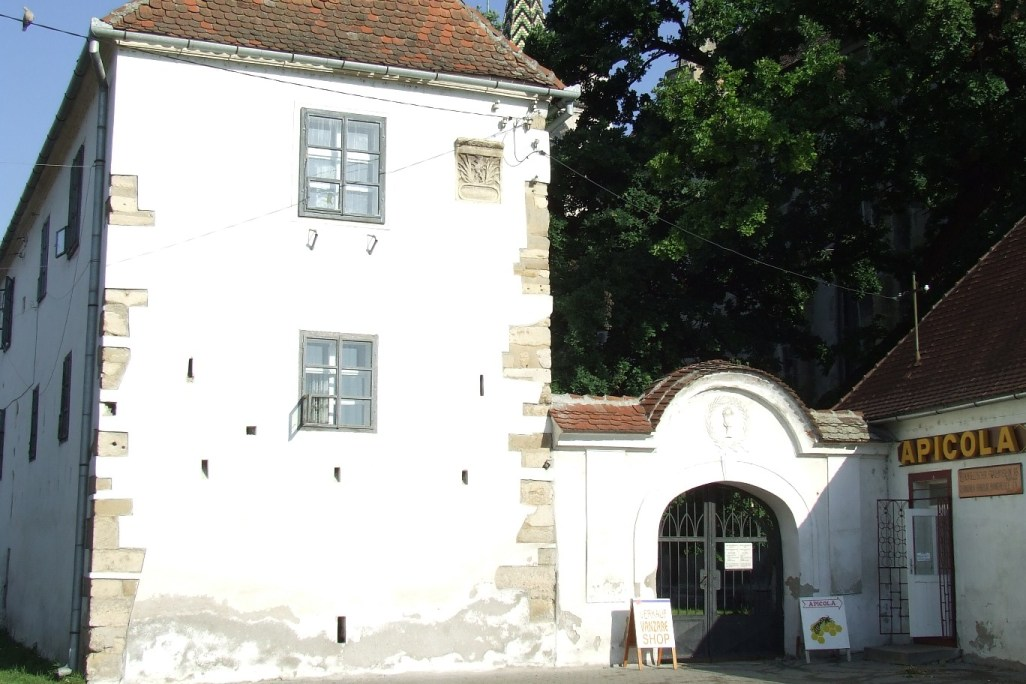
Poarta de intrare în curtea Bisericii Evanghelice
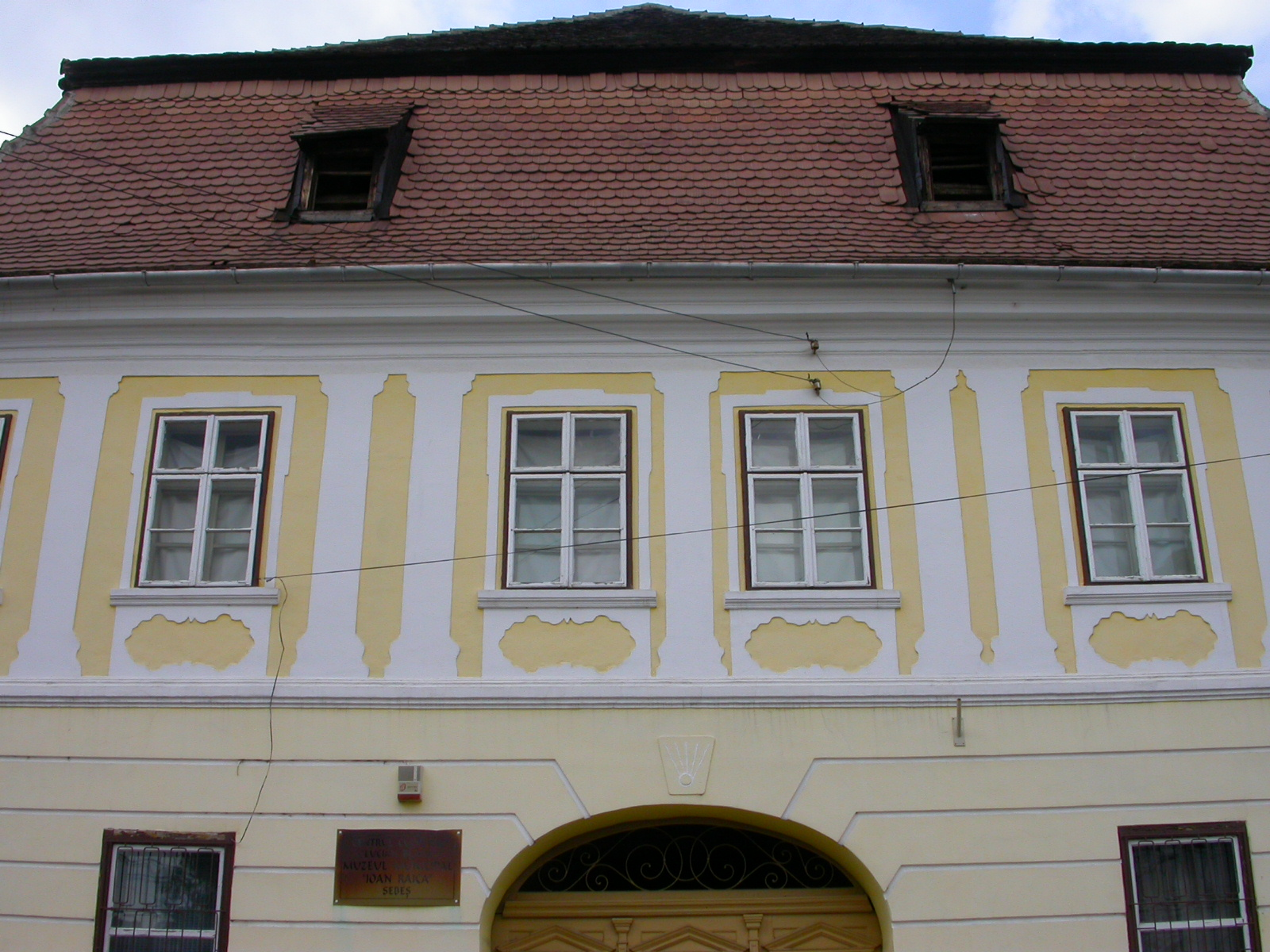
Casa Zapolya
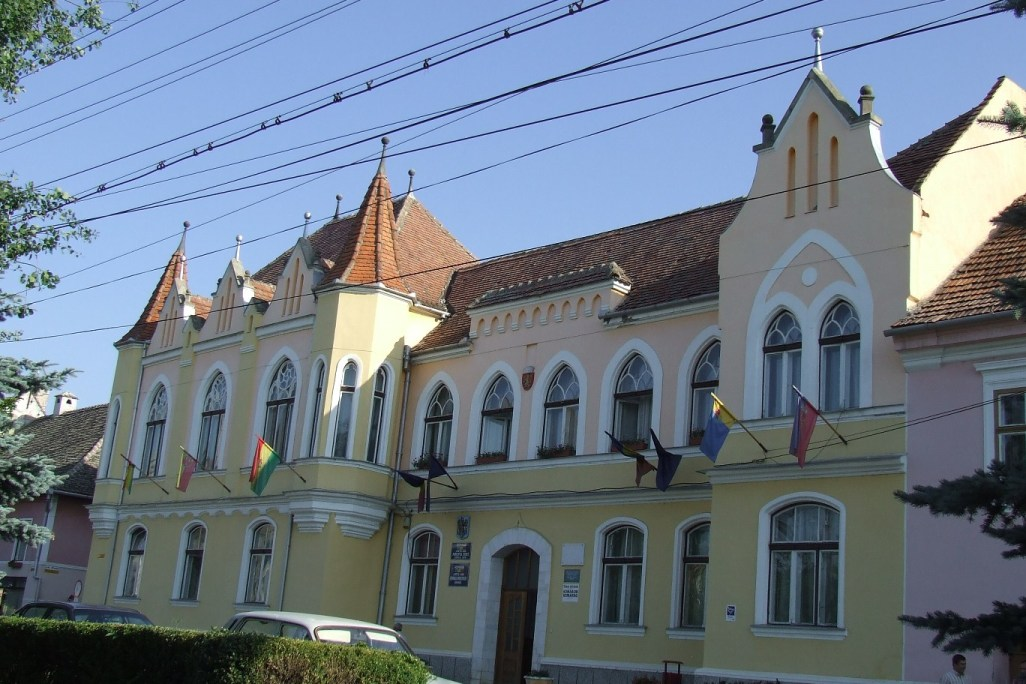
Primăria
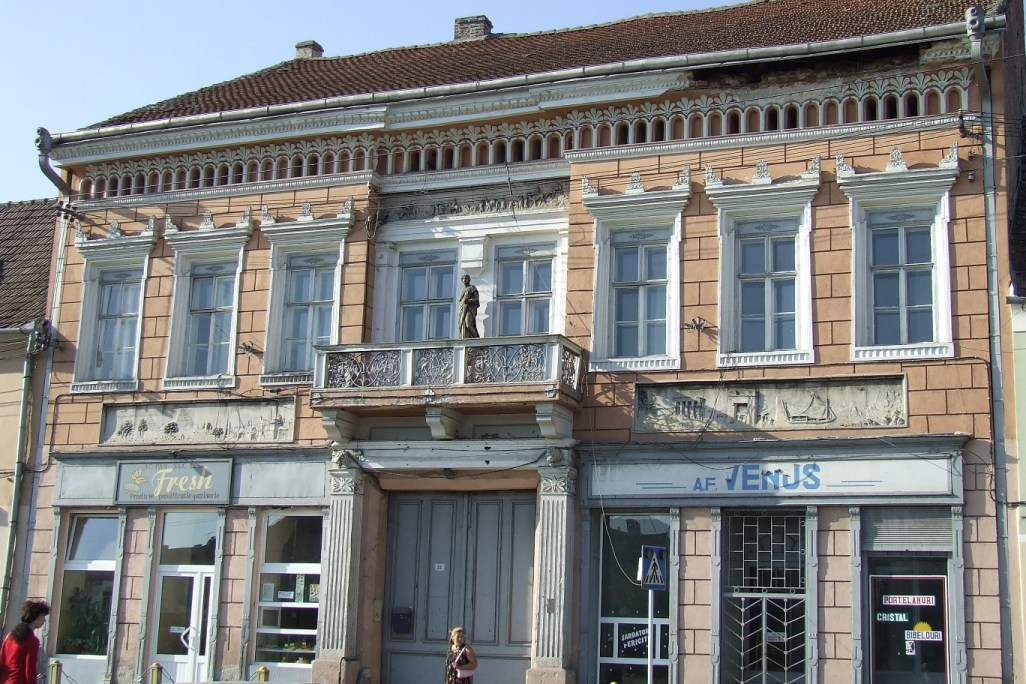
Casa Franz Binder
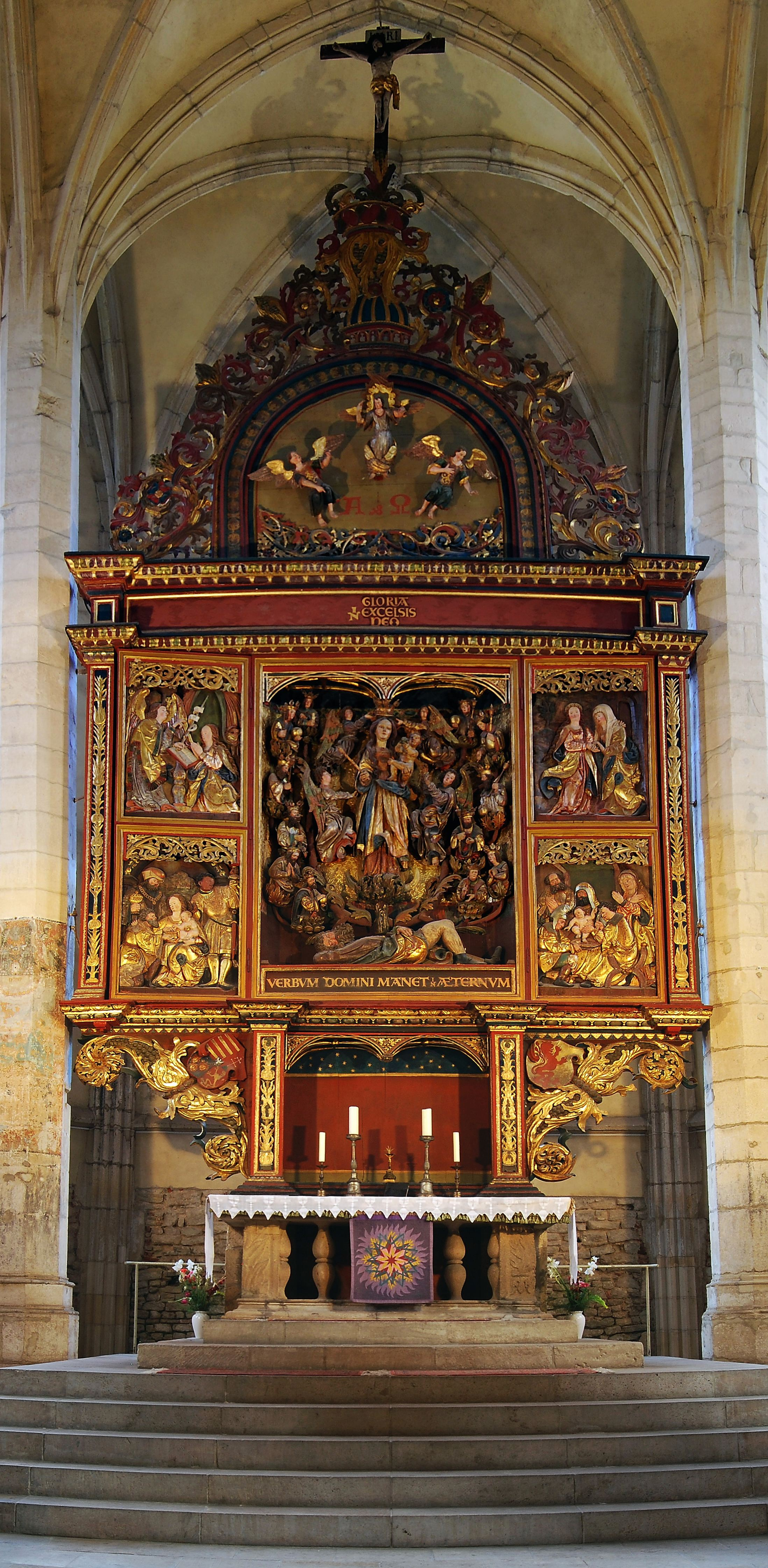
Altarul Bisericii Evanghelice
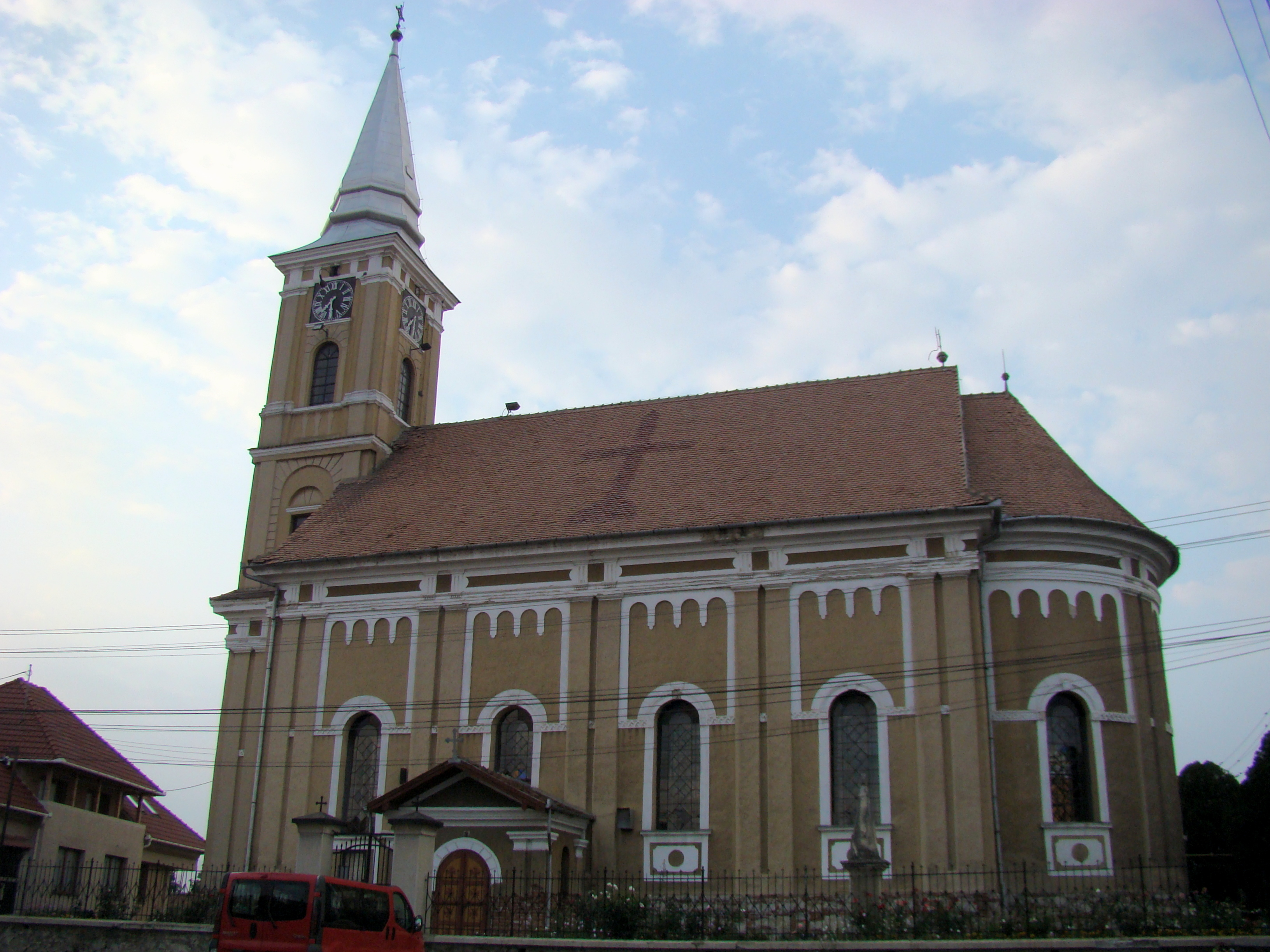
Biserica „Învierea Domnului” (ortodoxă)
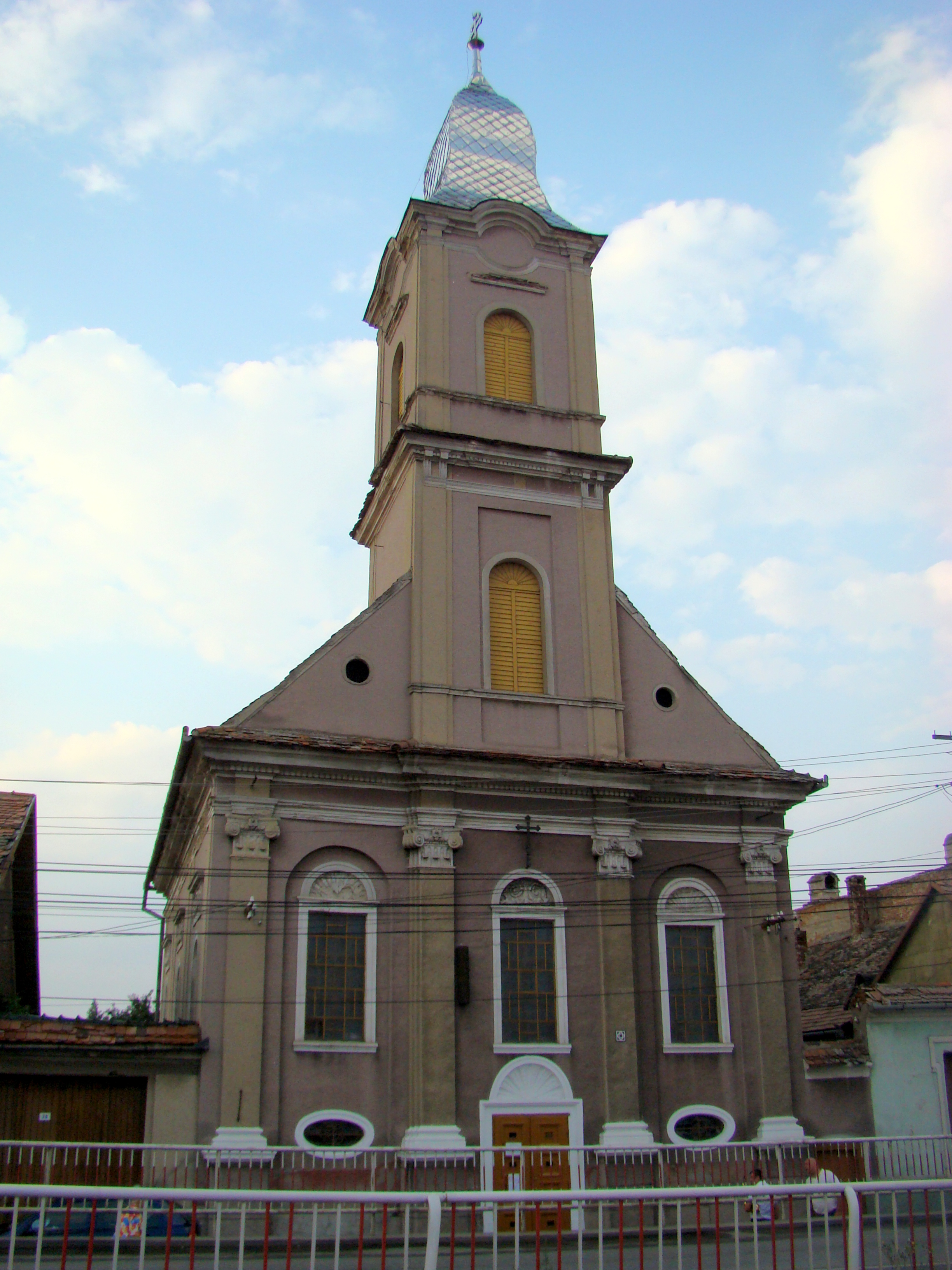
Biserica „Schimbarea la Față” (greco-catolică)
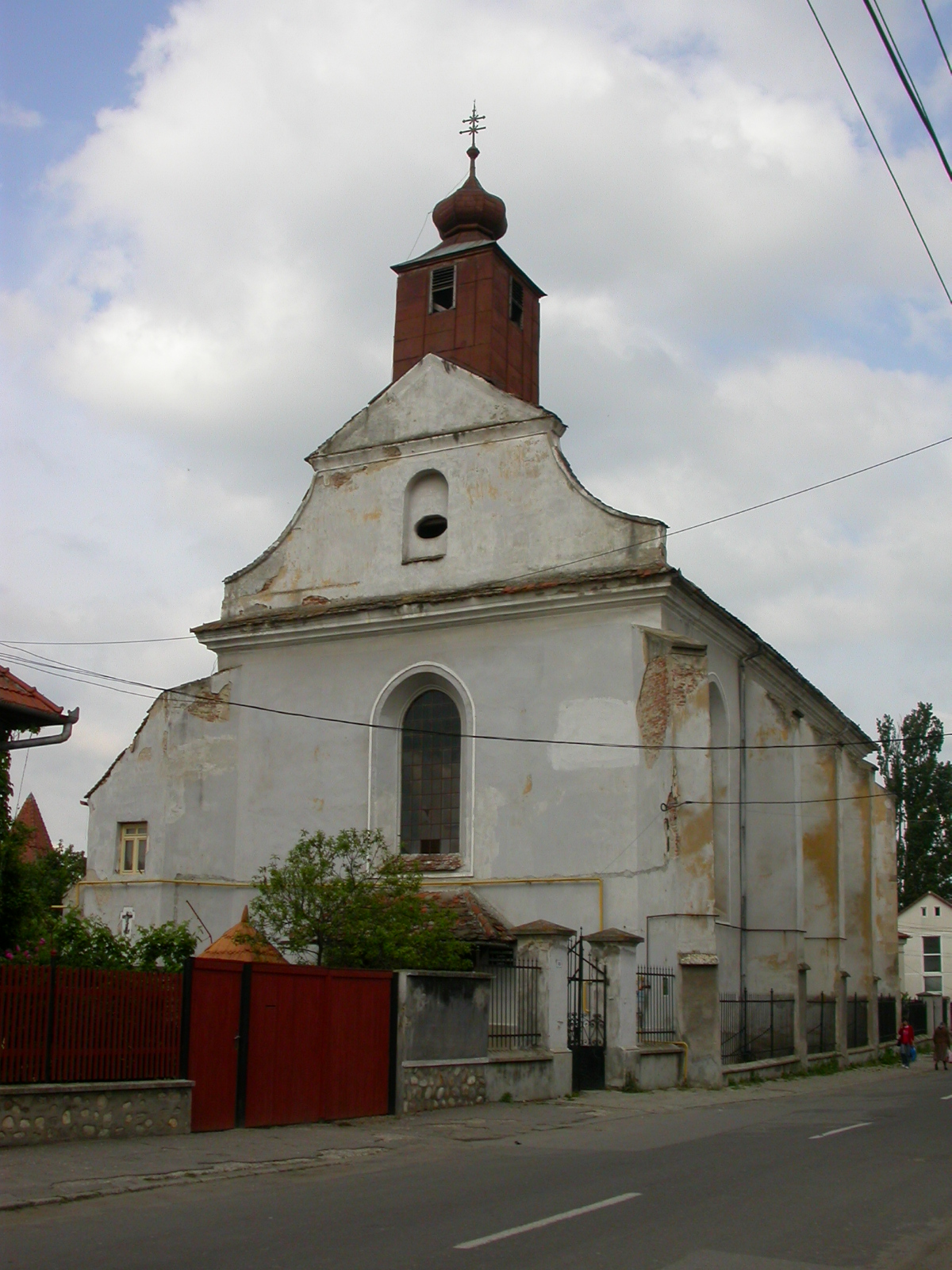
Biserica franciscană din Sebeș
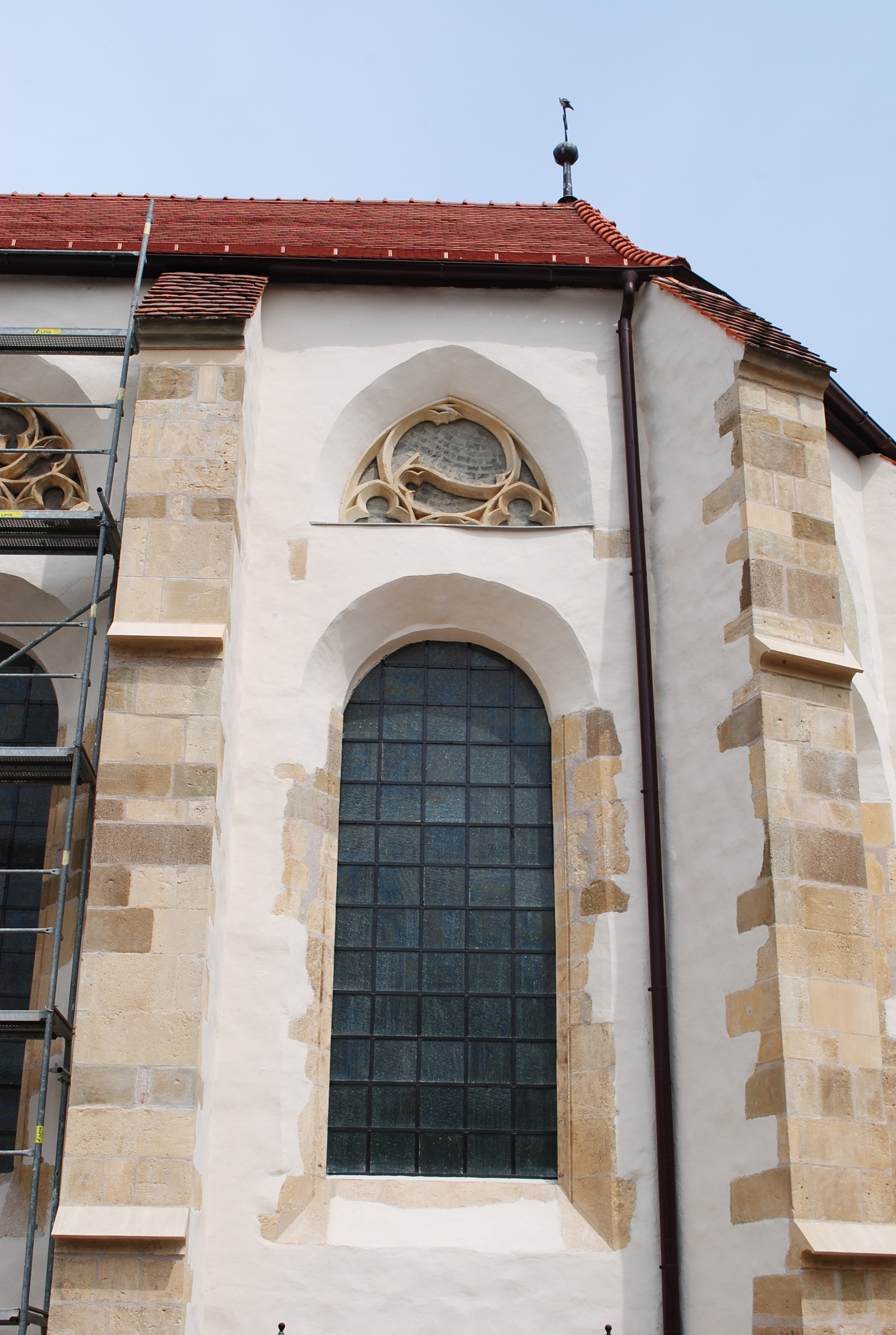
Corul gotic al bisericii franciscane